# Nilguiri (chá)

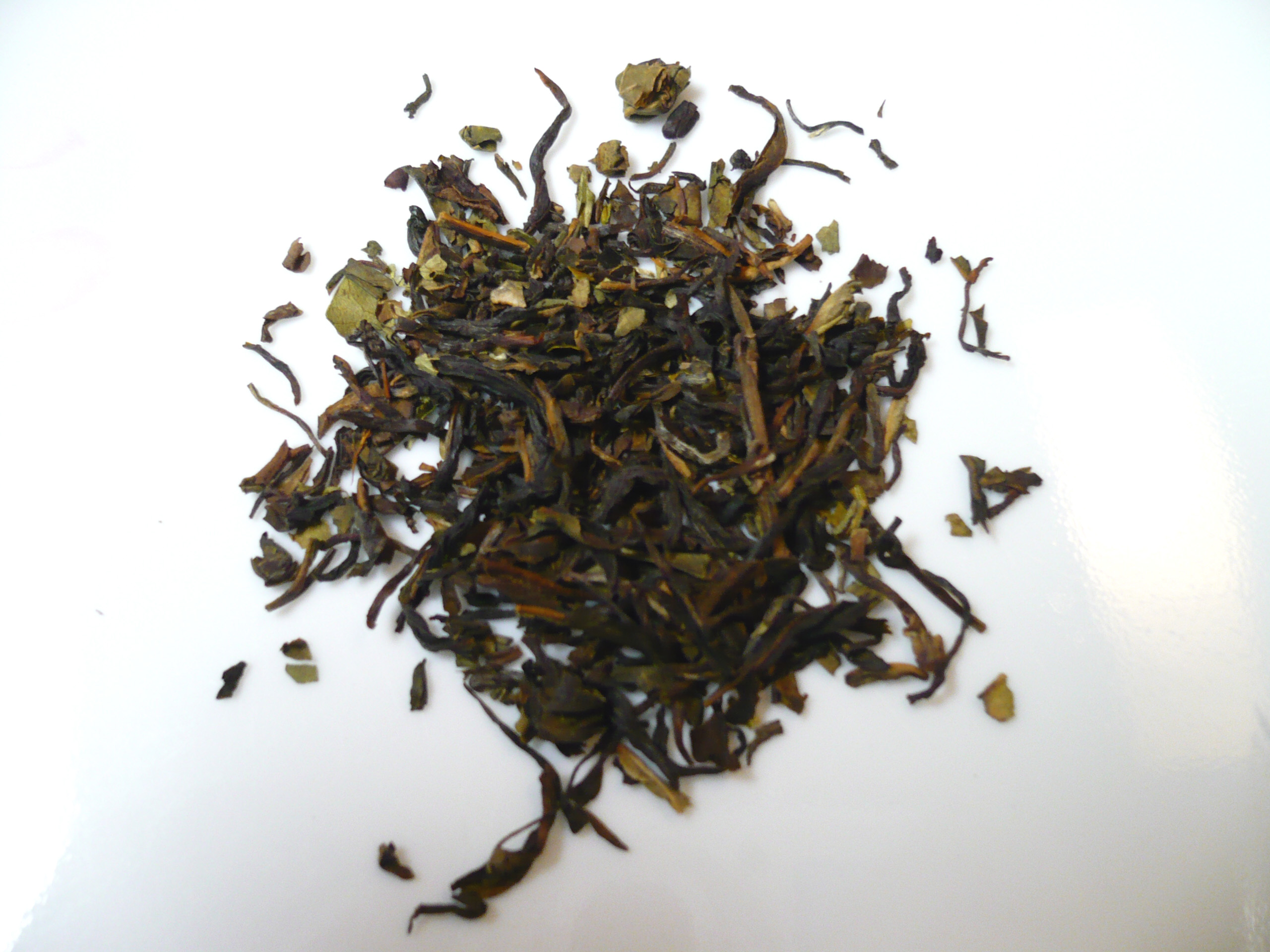
Chá Nilguiri

O chá Nilguiri (em inglês: Nilgiri tea) é um tipo de chá preto, de aroma e sabor intenso, cultivado na parte meridional das montanhas dos Gates Ocidentais, no sul da Índia. Deve o seu nome a principal região onde é produzido, os montes Nilguiri, nomeadamente no distrito de Nilguiris do estado de Tâmil Nadu, embora também seja produzido em muitas outras regiões do sul da Índia, como Central Travancore e Munnar, situados a sul dos Nilguiri, no estado de Querala.[carece de fontes?]
As plantações de chá Nilguiri são representadas pela Associação de Plantadores de Nilguiri (Nilgiri Planters' Association), a qual integra a Associação de Plantadores Unidos do Sul da Índia (United Planters Association of South India; UPASI), com sede em Coonoor. A UPASI é a principal organização representativa de donos de plantações do Sul da Índia. No entanto, a produção das plantações representam apenas cerca de 30% da produção de chá no distrito de Nilguiris, devendo-se a maior parte da produção de chá a pequenos agricultores, que tipicamente têm menos de um hectare cada um. A maioria dos pequenos produtores de chá Nilguiri são badagas, uma etnia indígena local tradicionalmente agricultores.

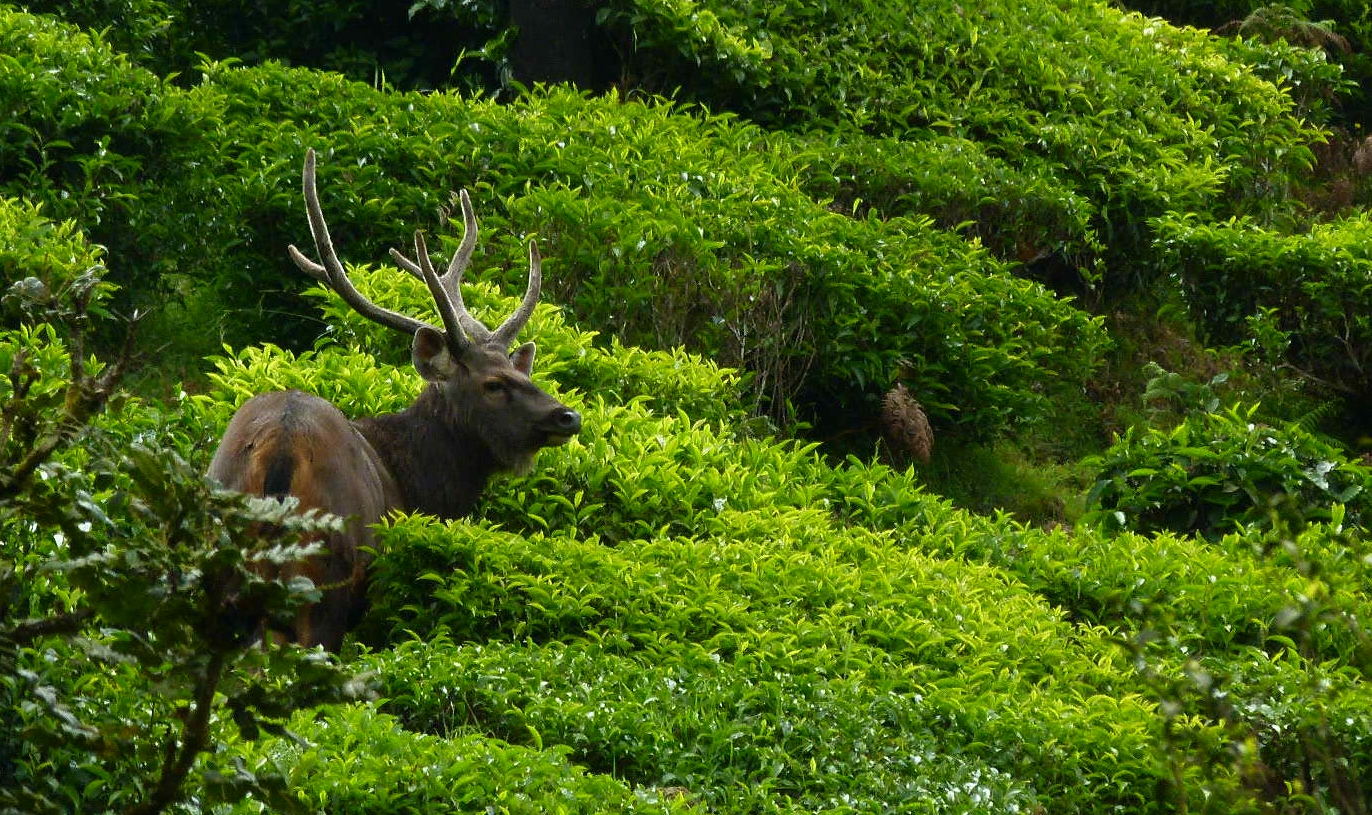
Um sambar (veado asiático) numa plantação de chá do distrito de Nilguiris

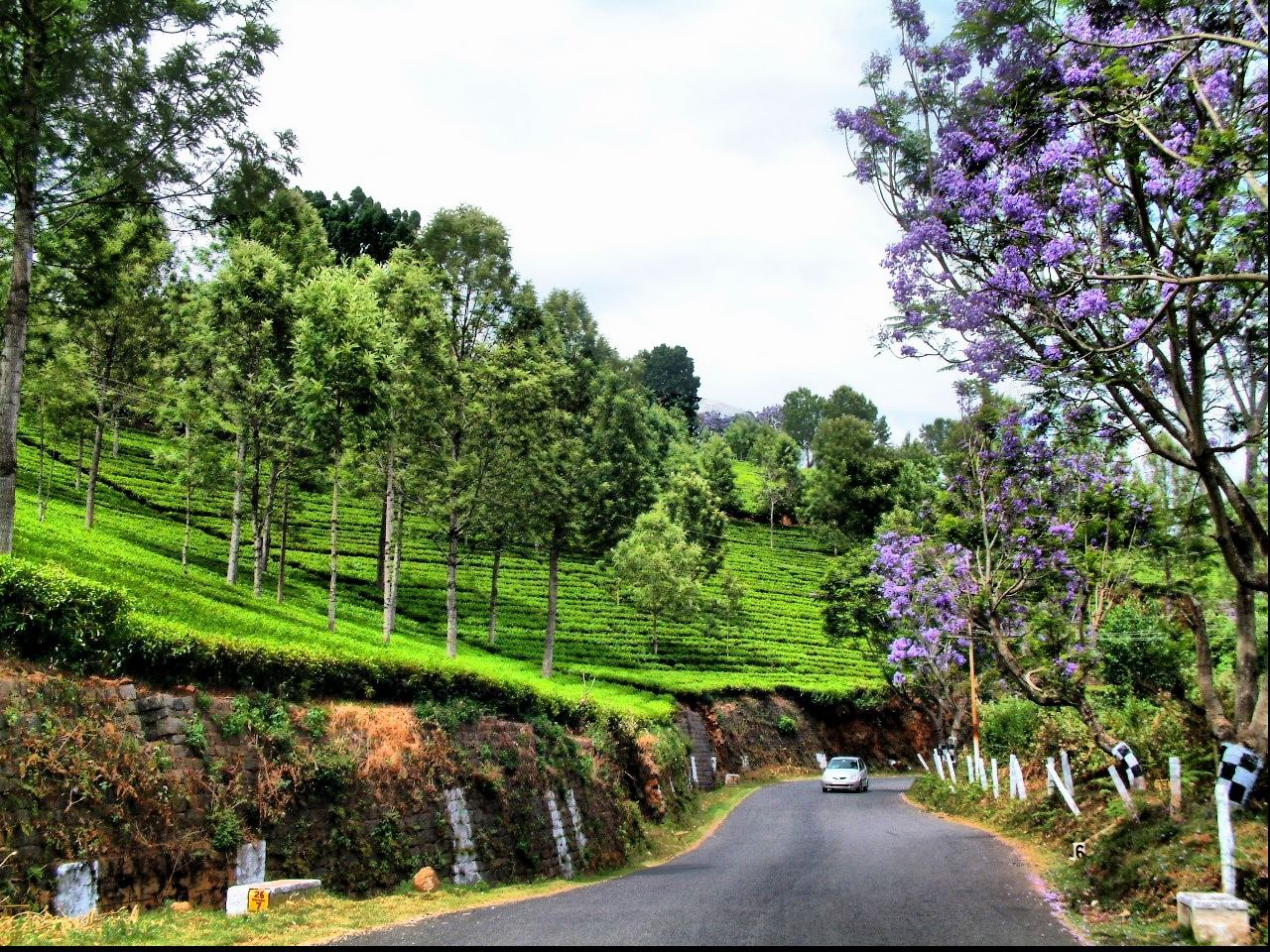
Plantação de chá em Coonoor

As plantações no distrito de Nilguiris, como noutras regiões produtoras de chá da Índia, tipicamente têm as suas próprias fábricas de processamento. Os pequenos produtores vendem o seu chá na forma de folhas verdes a "bought leaf factories" ("fábricas de compra de folhas"), cujos donos não são, em geral, plantadores, se bem que em anos mais recentes algumas fábricas de plantações começaram também a comprar folhas verdes a pequenos agricultores. Depois do processamento, que transforma as folhas verdes em "chá feito", a maior parte do chá é vendido em leilões realizados regularmente em Coonoor, Coimbatore e Cochim. Mais de 50% da produção de chá Nilguiri é exportado e usualmente chega ao consumidor misturado com outras variedades em saquinhos de chá. Não há dados precisos sobre qual é exatamente a percentagem de chá Nilguiri que é exportada, mas algumas fontes sugerem que 70% do chá do sul da Índia é exportado e o Nilguiri constitui mais de metade de toda a produção daquela região.
As versões do chá Nilguiri, escolhidas manualmente, com folha inteira, como a Orange Pekoe (O.P.), são muito procuradas nos leilões internacionais, atingindo preços muito altos que as torna inacessíveis para muitos locais. Em novembro de 2006 um lote de chá Nilguiri atingiu o preço recorde mundial de 600 dólares por quilo no primeiro leilão de chá realizado em Las Vegas. Há uma variedade de chá de alta qualidade de menor custo, escolhida à máquina e com folhas quase inteiras, conhecida como Broken Orange Pekoe (BOP). No entanto, a maior parte da produção é realizada com a técnica "Crush, Tear, Curl" (CTC, "esmagar, rasgar, enrolar"), que permite um maior número de chávenas por medida (tecnicamente conhecida como cuppage). O sabor e aroma intensos do chá Nilguiri fazem-no útil para ser misturado com outras variedades.[carece de fontes?]
No passado, a reputação do chá Nilguiri desceu bastante devido a ser associado às exportações para a antiga União Soviética, um mercado então muito importante, mas cujos consumidores davam pouca importância à qualidade. Nos anos 1990, o colapso deste parceiro de exportação provocou uma depressão económica substancial no distrito de Nilguiris, a qual foi agravada por outros fatores. Em anos recentes, o Tea Board of India acusou alguns produtores de chá Nilguiri de adulterarem fraudulentamente a sua produção e encerrou algumas fábricas "bought leaf" devido a não respeitarem os regulamentos de segurança alimentar. Com vista à melhoria da qualidade, a United Planters Association of South India e o Tea Board of India t~em promovido programas para mudar as práticas de cultivo e colheita entre os pequenos agricultores.[carece de fontes?]